# Georg Mayr (Politiker, 1912)
Georg Mayr (* 29. Oktober 1912 in Augsburg; † 31. August 1980 ebenda) war ein deutscher Kommunalpolitiker (SPD).

## Werdegang
Mayr absolvierte eine Ausbildung zum Weber. Bereits in jungen Jahren war er in der Sozialistischen Arbeiter-Jugend und in der Gewerkschaft aktiv. Seine politische Gesinnung führte während der Zeit des Nationalsozialismus mehrmals zu Verhaftungen. Nach Ende des Zweiten Weltkriegs war er Gründungsmitglied des SPD-Ortsvereins im Bärenkeller und 20 Jahre lang dessen Vorsitzender. 1964 initiierte Mayr die Gründung eines Ortsvereins der Arbeiterwohlfahrt im Bärenkeller, dessen Beisitzer er wurde. 1965 rief er einen Seniorenclub ins Leben. Von 1948 bis 1978 gehörte er dem Augsburger Stadtrat an. Sein Einsatz für den Stadtteil brachte ihm den Ruf des „Bürgermeisters vom Bärenkeller“ ein.

## Ehrungen
- Ehrenring der Stadt Augsburg
- Bundesverdienstkreuz am Bande (15. Juli 1977)[2]
- Georg-Mayr-Weg in Augsburg-Bärenkeller (1983)